# Fundusz
Fundusz – wydzielone środki pieniężne, przeznaczone na określony cel.
Samo określenie „fundusz” pochodzi od łac. fundus i oznacza tyle co grunt, podłoże, podstawa, fundament.